# 워킹 데드 시즌 2
미국의 텔레비전 시리즈 《워킹 데드》(The Walking Dead)의 시즌 2는 2011년 10월 16일부터 2012년 3월 18일까지 방영되었다. 총 13개의 에피소드로 이루어져 있다.